# Albert Reynier
Albert Reynier est un résistant isérois né le 16 octobre 1889 à La Motte-d'Aveillans et mort le 21 janvier 1949 à Grenoble. Il a été préfet du département de l'Isère de 1944 à 1949.

## Biographie
En 1914, alors âgé de 25 ans, il partit au front comme beaucoup d'Isérois lors de la Première Guerre mondiale. À la fin de la guerre, il sortit de l'armée avec le grade de capitaine et alla quelque temps avec sa femme et ses deux fils en Tunisie. C'est en 1929 qu'il revint en France avec sa famille où il travailla en tant que directeur d'école à Izeaux, il occupa ensuite le même poste à Grenoble (rue Anatole France), puis à l'Île verte puis enfin à la direction de l'école d'application de l'école normale du quartier de la Capuche à Grenoble.
Albert Reynier était un partisan socialiste et un adepte de la franc-maçonnerie, il était d'ailleurs membre de la loge Avenir. Ainsi ses engagements politiques et sociaux l'ont conduit à rejeter les attaques antirépublicaines et antidémocratiques  du régime de Vichy. De ce fait il rejoignit le mouvement Combat dès la fin de l'année 1941 entrainant avec lui plusieurs autres instituteurs comme Camille Fournier qui fut privé de ses fonctions car franc-maçon et Henri Marion qui était directeur de l'école rue Cornélie-Gémond. Tout d'abord Albert Reynier et ses camarades se chargèrent de distribuer des tracts et des journaux clandestins. Puis en 1943, Samuel Job (dit Sam) qui avait créé l'année précédente la branche iséroise de l'Armée Secrète (AS) passa les rênes à Albert Reynier qui devint ainsi chef départemental de l'AS. Albert Reynier prendra désormais le nom de « Vauban ».
Grâce à Alain Le Ray, il rencontra dans son domaine d'Izeaux le commandant Albert de Seguin de Reyniès qui devint son chef d'état-major. Albert Reynier échappa de peu à la Saint-Barthélemy grenobloise au moment où la Gestapo était venue le chercher à l'école de la Capuche le 30 novembre 1943. Heureusement Albert Reynier était parti pour le Grésivaudan et il trouva ainsi une planque dans les alentours de Theys. C'est Albert Seguin de Reyniès qui prit la relève au poste de chef départemental de l'AS. Pendant cette période d'exil dans le Grésivaudan, Albert Reynier rencontra Alphonse Manhaudier « Évreux »  qui était chargé par les Mouvements unis de la Résistance (MUR) d'organiser les maquis et d'en garantir la logistique. Le commandant de Reyniès nomma Reynier commandant du secteur 6 de l'Isère (Grésivaudan-Belledonne) et à partir de ce moment Évreux ne géra plus que l'intendance. Albert Reynier sut se montrer plus diplomate que son prédécesseur et mit en place un climat de confiance avec les Francs-Tireurs et Partisans (FTP) de sorte que l'AS et les FTP purent travailler ensemble.
Le 31 mars 1944, le CFLN désigna Reynier au poste de préfet de l'Isère et le 6 mai il devint président du CDLN. Cependant ce n'est qu'à partir du 22 août qu'Albert Reynier s'installa à la préfecture, et après avoir partagé sa place avec Pierre Flaureau jusqu'au 28 août, il occupa la fonction jusqu'en 1949.

## Distinctions et hommages
- Officier de la Légion d'honneur
- Croix de guerre 1939–1945
- Médaille de la Résistance française, avec rosette
- En hommage à son action, une rue de Grenoble porte son nom.